# Кастеллальто
Кастеллальто (итал. Castellalto) — коммуна в Италии, расположена в регионе Абруццо, подчиняется административному центру Терамо.
Население составляет 7578 человека (на 2018 г.), плотность населения составляет 199 чел./км². Занимает площадь 33 км². Почтовый индекс — 64020. Телефонный код — 0861.
Коммуна Кастеллальто занимает территорию между реками Тордино и Вомано и включает в себя несколько населённых пунктов, среди которых Кастеллальто, Кастельнуово-Воман и Кастельбассо, самый старый и интересный из которых.

#### Информация
- Высота над уровнем моря: 481 м над уровнем моря
- Расстояние от Терамо: 15 км
- Население: составляет 7578 человека (на 2018 г.)
- Почтовый индекс: 64020
- Телефонный код города: +39 0861
- Населённые пункты: Кампогранде, Каземолино, Кастельбассо, Кастельнуово-Вомано, Феудо, Фоссо-Купо, Гуццано, Мулано, Петриккьоне, Сан-Чиприано, Сан-Джервазио, Санта-Лючия, Вилла-Торре, Вилла-Заккео

##### История
Находки неолитических стрел между Кастеллальто и Канцано свидетельствуют о том, что эта территория была заселена ещё в доисторические времена. Затем, во времена Римской империи, эта территория принадлежала муниципию Интерамния Претуттиорум, и на холме к северу от кладбища Кастельбассо были найдены сельские виллы. В раннем Средневековье неподалёку от Лаурио располагался бенедиктинский центр, а во времена норманнов здесь были два замка: Кастеллум Ветулум и Кастельбассо. В 1273 году в грамоте Карла I Анжуйского упоминаются крепости Кастеллальто и Кастельбассо. В конце XV века территория перешла во власть Аквавивы, который в итоге продал оба центра семье Вильяни из Кьети. (см. источник)

###### Достопримечательности
- Церковь Сан-Джованни-Эванджелиста (итал. San Giovanni Evangelista), с порталом 1584 года и картинами XVIII века
- Мадонна дельи Анджели (итал. Madonna degli Angeli ), с впечатляющим алтарём в стиле барокко и картинами XVIII века
- Стены XV века (XV-century walls) в соседнем Кастельбассо
- Церковь Святых Петра и Андрея Апостолов ( The church of S.S. Pietro e Andrea Apostoli) в Кастельбассо с замечательным порталом 1338 года и горельефом Девы Марии с младенцем.

###### Мероприятия и празднества
- Июль: Castellarte, серия художественных и музыкальных мероприятий
- Декабрь: Сагра деи Каджионетти (традиционные рождественские пироги с начинкой из каштанов и нута).

Ссылка